# Kenneth Haglid
Kenneth Haglid, född 1943 i Karlstad, död 2011, var en svensk läkare samt från 2001 professor i histologi vid Sahlgrenska universitetssjukhuset och Göteborgs universitet. Han tog läkarexamen 1972 och disputerade 1973 vid Göteborgs universitet. Kenneth publicerade bl.a. artikel i Nature.
Kenneth grundade Medisera AB 1987 som är ett holdingbolag för patent och rättigheter. 2017 skapades systerbolaget Medisera Health AB som erbjuder hälsokontroll via blodprov.